# 利本塔利
46°25′37″N 30°27′56″E / 46.42694°N 30.46556°E
利本塔利（羅馬化：Libental）是位於烏克蘭西南部敖德萨州敖德萨区馬亞基市鎮村莊。該村面積1.15平方公里，海拔高度51米，2001年人口414，人口密度每平方公里360.31人。